# Lecanopteris deparioides
Lecanopteris deparioides är en stensöteväxtart som först beskrevs av Vincenzo de Cesati, och fick sitt nu gällande namn av Bak. Lecanopteris deparioides ingår i släktet Lecanopteris och familjen Polypodiaceae. Inga underarter finns listade.